# Canottaggio ai XXIV Giochi centramericani e caraibici
Le competizioni di canottaggio ai XXIV Giochi centramericani e caraibici si sono disputate dal 24 al 28 luglio 2023 presso il Club Salvadoreño del Lago Ilopango a San Salvador, in El Salvador.
A causa della sospensione del Comitato Olimpico Guatemalteco del 2022, gli atleti del Guatemala hanno gareggiato sotto la bandiera del Centro Caribe Sports.

## Podi

### Uomini
| Evento | Oro                                                       | Tempo   | Argento                                                             | Tempo   | Bronzo                                                          | Tempo   |
| M1x    | Juan Flores Messico                                       | 6:56.22 | Leduar Suárez Cuba                                                  | 6:57.55 | Jaime Machado Venezuela                                         | 7:13.96 |
| LM1x   | Alexis Lopez Messico                                      | 6:45.06 | Andre Mora Venezuela                                                | 6:53.38 | Ignacio Vasquez Rep. Dominicana                                 | 6:57.77 |
| M2-    | Cuba Luis Leon Andrey Barnet                              | 6:28.19 | Messico Hugo Reyes Jordy Gutierrez                                  | 6:34.85 | Venezuela Jose Guipe Cesar Amaris                               | 6:54.52 |
| LM2x   | Messico Ricardo de la Rosa Rafael Mejía                   | 6:29.10 | Venezuela Luis Ollarves José Güipe                                  | 6:35.08 | Rep. Dominicana Carlos Rodríguez Ignacio Vásquez                | 6:42.98 |
| M4x    | Cuba Reidy Cardona Carlos Ajete Roberto Paz Leduar Suarez | 5:45.47 | Messico Ricardo De La Rosa Miguel Carballo Alexis Lopez Juan Flores | 5:47.95 | Venezuela Luis Ollarves Cesar Amaris Dixon Patino Jakson Vicent | 6:14.47 |

### Donne
| Evento | Oro                                                          | Tempo   | Argento                                                                    | Tempo   | Bronzo                                                              | Tempo   |
| W1x    | Maite Arrillaga Messico                                      | 7:54.24 | Milena Venega Cuba                                                         | 7:55.03 | Evidelia Gonzalez Nicaragua                                         | 8:18.19 |
| LW1x   | Melissa Márquez Messico                                      | 7:46.99 | Ana Jiménez Cuba                                                           | 7:54.11 | Adriana Escobar El Salvador                                         | 8:00.49 |
| W2x    | Messico Devanih Plata Mildred Mercado                        | 5:52.23 | Cuba Yariulvis Cobas Milena Venega                                         | 5:53.26 | Centro Caribe Sports (CCS) Yulisa Lopez Lesli Gonzalez              | 7:13.37 |
| W2-    | Messico Lilian Armenta Maite Arrillaga                       | 7:27.93 | Cuba Natalie Morales Yariulvis Cobas                                       | 7:37.99 | Nicaragua Evidelia González Maria Vanegas                           | 7:53.35 |
| LW2x   | Messico Melissa Marquez Daniela Altamirano                   | 7:14.49 | Cuba Milena Venega Ana Jiménez                                             | 7:19.80 | Venezuela Francis Chacin Keila Garcia                               | 7:20.54 |
| W4x    | Cuba Claudia Tolon Yariulvis Cobas Milena Venega Ana Jiménez | 6:34.77 | Messico Mildred Mercado Maite Arrillaga Valeria Villanueva Melissa Marquez | 6:38.09 | El Salvador Adriana Escobar Ariana Townsend Anne Sirois Karla Calvo | 6:57.88 |

### Misti
| Evento | Oro                                                              | Tempo   | Argento                                                          | Tempo   | Bronzo                                                            | Tempo   |
| MIX 4- | Messico Lilan Armenta Hugo Reyes Jordy Gutierrez Mildred Mercado | 6:24.45 | Cuba Reidy Cardona Yariulvis Cobas Natalie Morales Andrey Barnet | 6:27.53 | Venezuela Keila Garcia Kimberlin Meneses Andre Mora Jaime Machado | 6:31.46 |

## Medagliere
| Pos.   | Paese                | Oro | Argento | Bronzo | Totale |
| ------ | -------------------- | --- | ------- | ------ | ------ |
| 1      | Messico              | 9   | 3       | 0      | 12     |
| 2      | Cuba                 | 3   | 7       | 0      | 10     |
| 3      | Venezuela            | 0   | 2       | 5      | 7      |
| 4      | Rep. Dominicana      | 0   | 0       | 2      | 2      |
| 4      | El Salvador          | 0   | 0       | 2      | 2      |
| 4      | Nicaragua            | 0   | 0       | 2      | 2      |
| 7      | Centro Caribe Sports | 0   | 0       | 1      | 1      |
| Totale | Totale               | 12  | 12      | 12     | 24     |